# Уругвай на летних Олимпийских играх 2008
Уругвай принимал участие в Летних Олимпийских играх 2008 года в Пекине (Китай) в девятнадцатый раз за свою историю, но не завоевал ни одной медали.

## Результаты соревнований

### Академическая гребля
В следующий раунд из каждого заезда проходили несколько лучших экипажей (в зависимости от дисциплины). В финал A выходили 6 сильнейших экипажей, остальные разыгрывали места в утешительных финалах B-F.
Мужчины
| Соревнование | Спортсмены        | Предварительный заезд | Предварительный заезд | Предварительный заезд | Отборочный заезд | Отборочный заезд | Отборочный заезд | Четвертьфинал | Четвертьфинал | Четвертьфинал | Полуфинал     | Полуфинал     | Полуфинал     | Финал   | Финал   | Итоговое место |
| Соревнование | Спортсмены        | Заезд                 | Время                 | Место                 | Заезд            | Время            | Место            | Заезд         | Время         | Место         | Заезд         | Время         | Место         | Время   | Место   | Итоговое место |
| ------------ | ----------------- | --------------------- | --------------------- | --------------------- | ---------------- | ---------------- | ---------------- | ------------- | ------------- | ------------- | ------------- | ------------- | ------------- | ------- | ------- | -------------- |
| одиночки     | Леандро Сальваньо | 3                     | 7:52,53               | 4 Q                   | Не проводится    | Не проводится    | Не проводится    | 2             | 7:26,85       | 6             | Полуфинал C/D | Полуфинал C/D | Полуфинал C/D | Финал D | Финал D | 19             |
| одиночки     | Леандро Сальваньо | 3                     | 7:52,53               | 4 Q                   | Не проводится    | Не проводится    | Не проводится    | 2             | 7:26,85       | 6             | 2             | 7:32,83       | 4             | 7:04,13 | 1       | 19             |

### Велоспорт

#### Трековый велоспорт
Победители определялись по результатам одного соревновательного дня. В гите победителей определяли по лучшему времени, показанному на определённой дистанции, а в гонке по очкам и мэдисоне по количеству набранных баллов.
Мужчины
| Спортсмен       | Соревнование   | Результат  | Место |
| Спортсмен       | Соревнование   | Время Очки | Место |
| --------------- | -------------- | ---------- | ----- |
| Мильтон Винантс | Гонка по очкам | 5          | 16    |